# Gargar
Gargar (in armeno Գարգառ?) è un comune di 1 518 abitanti (2008) della Provincia di Lori in Armenia.